# Séminaire des Missions de Chevilly-Larue
Le Séminaire des Missions de Chevilly-Larue est une communauté religieuse et un lieu historique situé dans la commune de Chevilly-Larue (Val-de-Marne). Datant du milieu du XVIIIe siècle pour les parties anciennes, le site s'est surtout développé au XIXe siècle grâce à son rachat par la Congrégation du Saint Esprit, qui construisit de nombreux bâtiments servant principalement de lieu de formation théologique et pratique pour les futurs missionnaires spiritains. Il évolua dans les années 1980 avec de nouvelles missions : maison de spiritains âgés, centre d'accueil de groupes, archives générales de la congrégation, maison d'accueil pour personnes en difficulté sociale.

## Historique du site

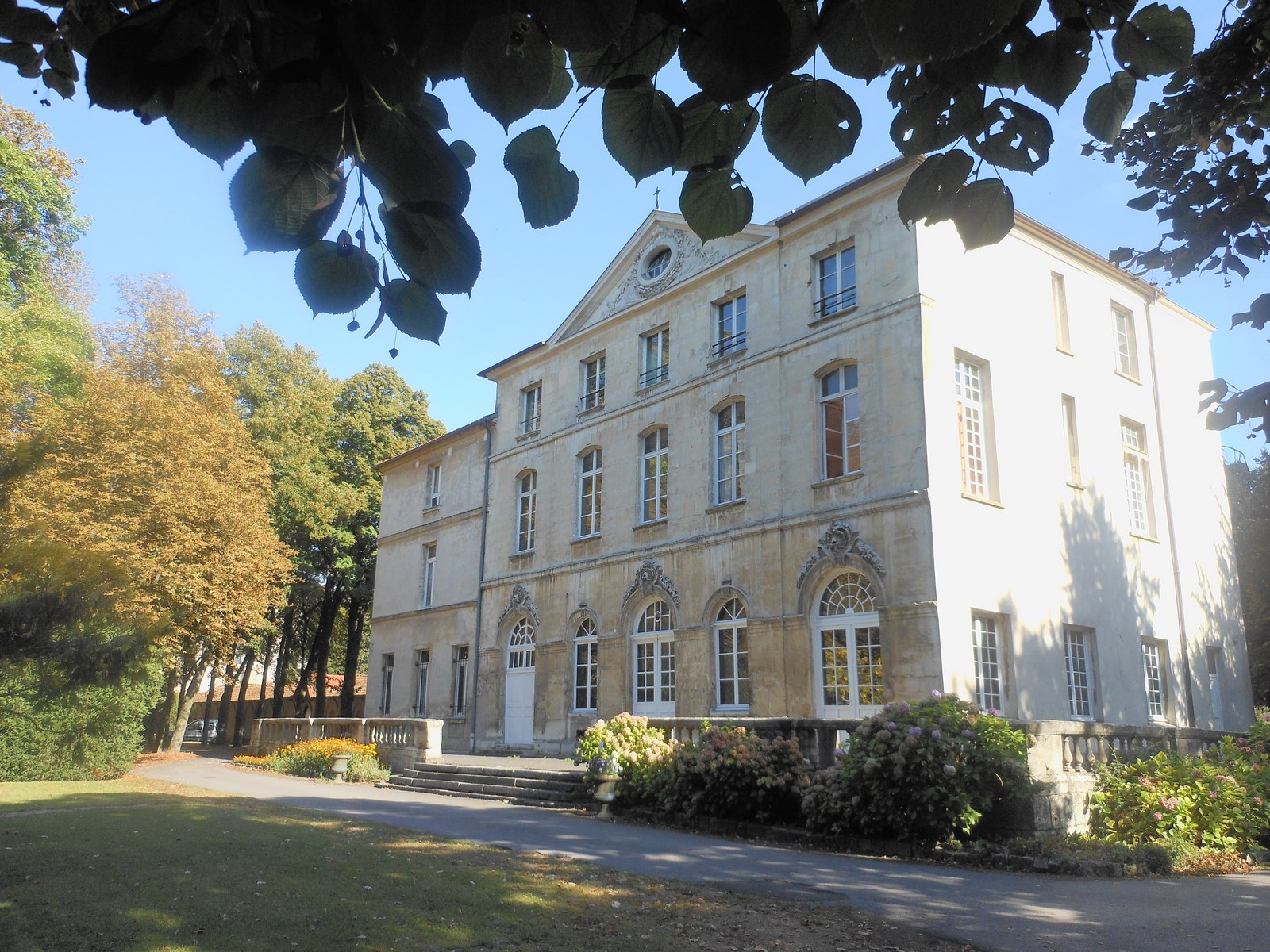
Château de Chevilly, construit en 1760 et racheté par la Congrégation du Saint-Esprit en 1864

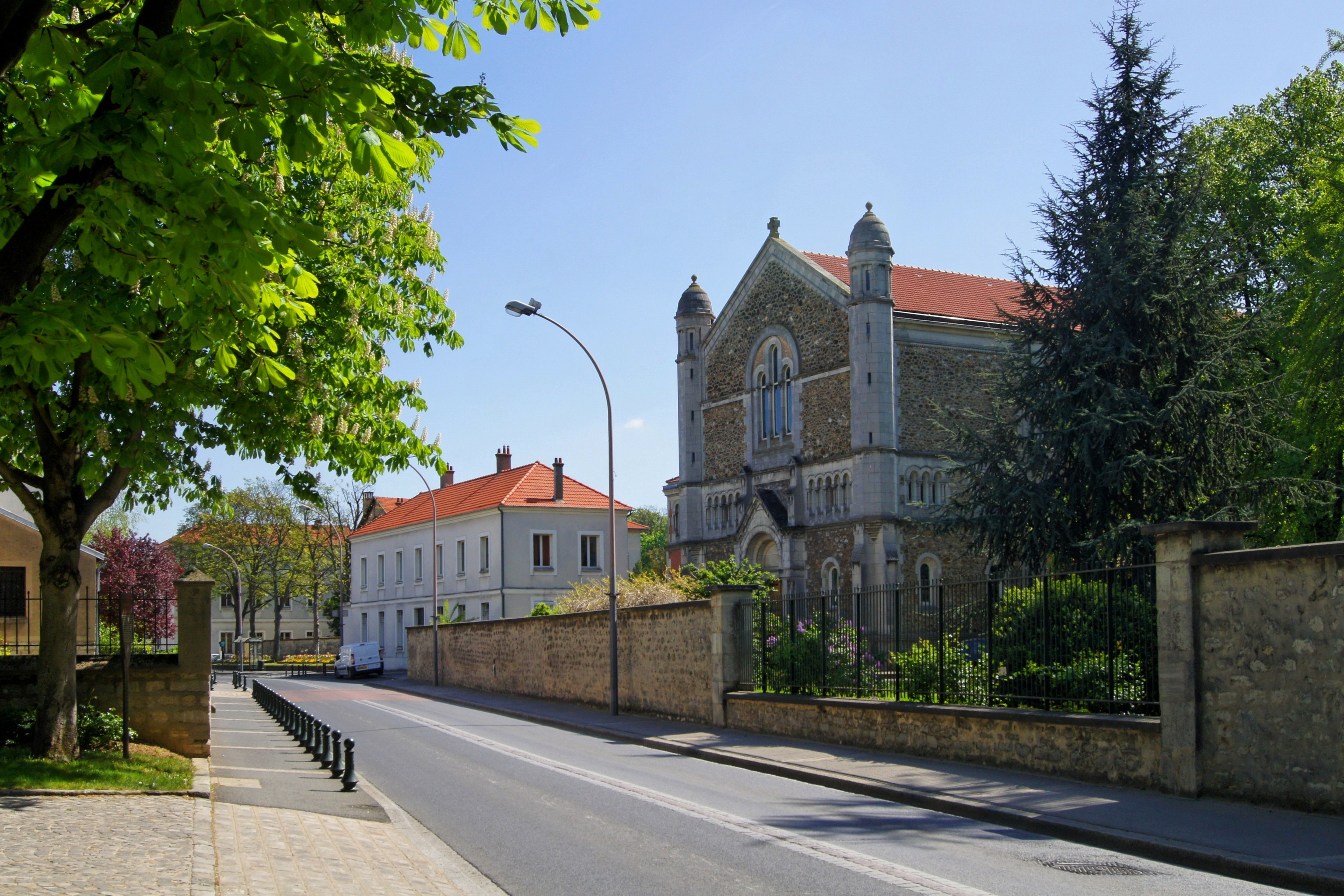
Chapelle des Spiritains, consacrée en 1938.

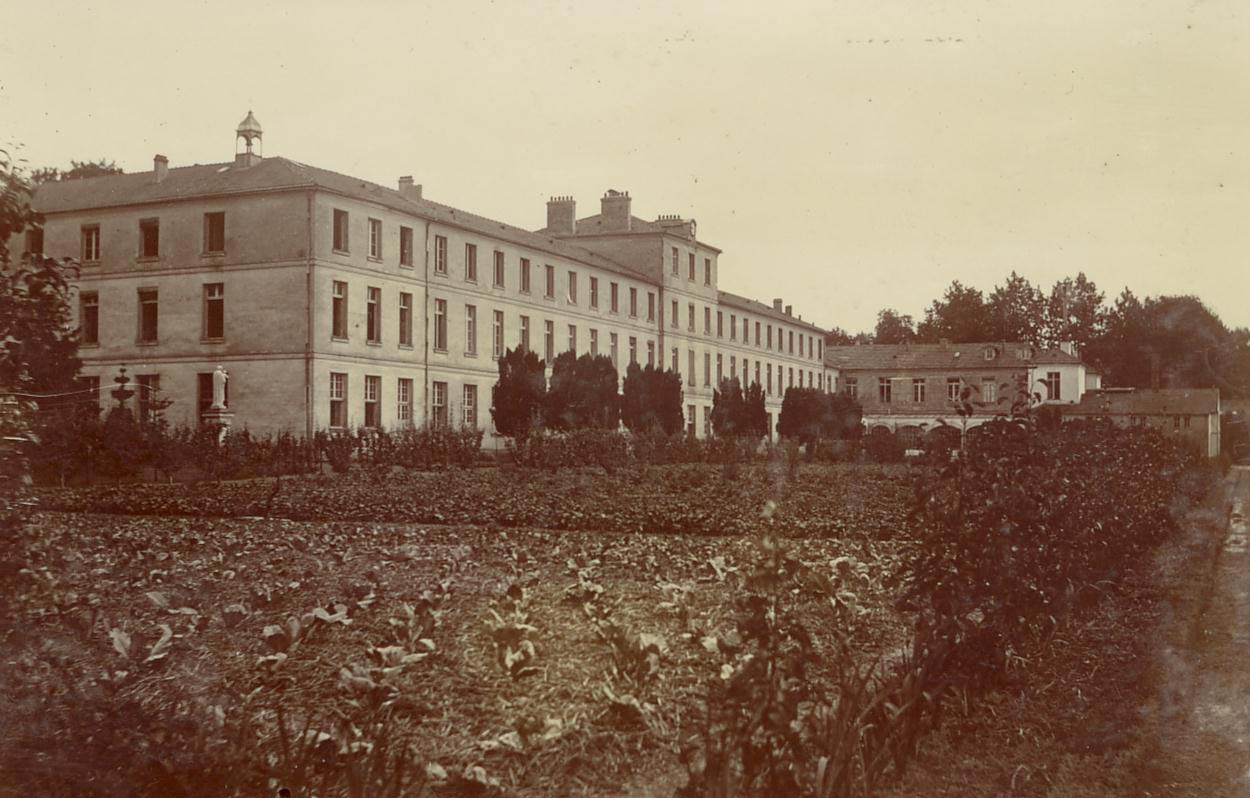
Le scolasticat en 1903

À proximité de l’église Sainte-Colombe (Xe siècle) de la commune de Chevilly-Larue (Val-de-Marne) se trouvait un pavillon de chasse inauguré en 1760 pour Thoinard de Jouy, cousin de Madame de Pompadour, au sein d’un domaine agricole. Plusieurs propriétaires se sont succédé, jusqu’à une mise en vente en 1863 à la suite d’un problème d’inondation. Le P. Ignace Schwindenhammer (1818-1881), supérieur général de la Congrégation du Saint-Esprit, cherche au même moment un lieu, non loin de Paris, pour y établir la maison généralice, un noviciat et un lieu de formation pour les futurs missionnaires spiritains. La propriété de 22 hectares est donc achetée pour 300 000 francs à un banquier d’origine suisse, le baron von Schikler, le 23 juillet 1863. Le P. Schwindenhammer met la maison sous le patronage du Saint Cœur de Marie, en mémoire de la congrégation fondée par le père François Libermann, mort en 1852. La maison de Chevilly-Larue va se concentrer désormais principalement à la formation de futurs missionnaires : plus de 4.000 en sont partis en un siècle pour propager l’Évangile à travers le monde. Le premier janvier 1864, la Congrégation du Saint-Esprit et du Saint-Cœur de Marie (Spiritains), fondée en 1703, ouvre son séminaire dans l’ancien domaine de Thoinard de Jouy. Elle y installe aussi divers bâtiments, dont une grande chapelle qui fut consacrée en 1938. Un vitrail, représentant le père Jacques-Désiré Laval évangélisant « ses chers Noirs » à Maurice, est situé dans la chapelle spiritaine au 12 rue du Père-Mazurié.
Mais Schwindenhammer et ses successeurs à la tête de la Congrégation vont aussi s'investir en France dans les collèges, orphelinats et maisons d’éducation surveillée pour enfants. À part la philosophie, la théologie et l’Écriture sainte, les futurs spiritains apprenaient les métiers de forgeron, cultivateur, couvreur, électricien, maçon ou plombier pour rendre service à la population dans leur pays d’affectation respective. Ce sont les Frères spiritains qui, à partir du château originel, vont construire la plupart des bâtiments actuels. L’électricité arrive sur le site en 1912 et le chauffage central en 1934.
Pendant la guerre de 1939-1940, des bâtiments sont réquisitionnés pour accueillir des troupes coloniales au repos. Puis, le château est occupé par les Allemands. Le 24 août 1944, au croisement de la RN7 et de la RD60, une patrouille allemande capture le jeune FFI Jacques Hellouin âgé de 17 ans et le père spiritain Laurent Mazurié, 28 ans, croix-rouge française, partis du couvent de sœurs « Saint-Cœur-de-Marie » de Thiais, qui sont exécutés ensemble sur place. Le même jour, le lieutenant FFI Jacques Petit-le-Roy et l'adjudant-chef Augustin Dericbourg venant de Rungis et porteurs d'un pli urgent du général Leclerc, se dirigent vers Paris à bord d'une jeep, s'égarent et sont tués dans un échange de tirs d'embuscade allemande, le long du mur du séminaire ; un soldat allemand y perd aussi la vie. Après la Libération, les bâtiments du séminaire deviennent un centre de rassemblement de l’armée américaine. Les bâtiments actuels ont tous été construits avant 1945, à part un bâtiment à usage locatif. Jusqu’à 350 personnes purent être logées dans la maison. Depuis le 11 novembre 1944, la rue où se situe la propriété porte le nom du père Mazurié.
Les bâtiments comprenaient une grande ferme modèle, destinée à apprendre aux spiritains à être aussi des agronomes dans leurs pays de mission, et permettant au séminaire de vivre en quasi-autarcie alimentaire. C'est sur les terrains de cette ferme qu'eurent lieu en 1892 les premières expériences de transmission radio (TSF) par Branly, avec l'aide du père spiritain Charles Sacleux (1856-1943). Elle pouvait être visitée par les élèves des écoles voisines, mais fut démantelée à la fin de la décennie 1970 et la moitié sud du terrain du séminaire fut vendue en 1981 : le parc départemental de loisirs « Petit-le-Roy » et la piscine « Pierre de Coubertin » l'occupent aujourd'hui. En 1982, une borne paroissiale blanche, avec une ancienne inscription gravée dans la pierre, est découverte sur le chantier de construction de la piscine « Pierre de Coubertin », sur le terrain de l'ancienne ferme du séminaire. Guy Pettenati, alors maire, fit exposer cette stèle dans le hall de la mairie de Chevilly-Larue dans un premier temps, avant qu'elle ne soit entreposée.

## Évolutions actuelles du site

### Noviciat
Construite pour être un séminaire, la maison spiritaine de Chevilly-Larue a évolué au gré de la baisse des vocations religieuses en France. Pourtant, elle reste un lieu de formation spiritaine puisque le noviciat (temps de formation spirituelle et de discernement avant de rejoindre la Congrégation) est installé au château depuis 2004. Ce château, premier lieu d'installation de la communauté en 1864 mais qui a subi de gros dommages au fil des années, est encore visité aujourd'hui à l'occasion des journées du patrimoine.

### Maison pour spiritains à la retraite
L’ancien bâtiment du scolasticat est devenu la communauté de retraite pour les spiritains âgés qui sont en 2018 environ une cinquantaine. Ils y vivent les dernières années de leur existence dans la foi et la prière, en communion avec leurs confrères encore actifs dans les différents pays où eux-mêmes ont travaillé. Avec l’accord des autorités civiles, la communauté a pu ouvrir un cimetière privé dans la propriété où reposent les frères dont les noms sont gravés sur des plaques de marbre entourant une sculpture du Christ en croix. Depuis 1973, des sœurs trinitaires se sont occupées de l’infirmerie. Plus tard, en 1988, les sœurs franciscaines de la Présentation de Marie de Coimbatore (venues d'Inde), prennent le relais. Elles font un travail remarquable dans le soin et l’accompagnement des confrères âgés.

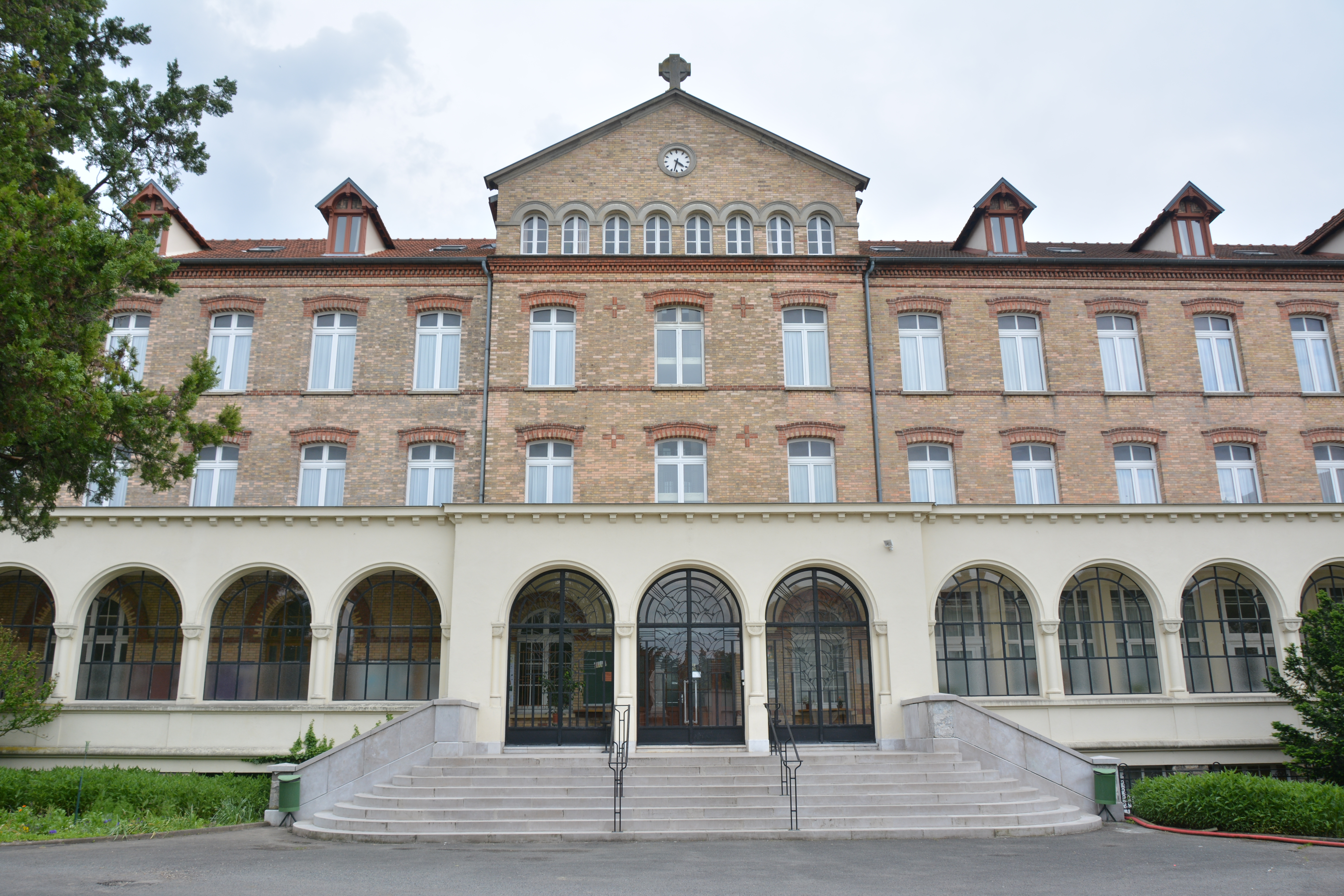
Bâtiment d'accueil du séminaire des missions

### Accueil de groupes
Une des activités principales du site du séminaire des missions actuellement consiste en l’accueil de groupes pour des sessions, conférences, formations, retraites. Une importante rénovation en 2016 a permis la mise aux normes du bâtiment qui dispose de plus d'une centaine de chambres, d'une chapelle dédiée et d'une quinzaine de salles de taille variée. Une équipe de spiritains et de laïcs bénévoles veille à l’accueil des groupes. Le parc de plusieurs hectares est aussi accessible aux hôtes. Depuis 1988, plus de 15 000 personnes ont été accueillies.

### Maison pour personnes en difficulté sociale
Par ailleurs, la maison Caris, fondée en 1991 par le P. François-Xavier Breynart, accueille une quinzaine d’hommes en situation de rupture sociale. Son nom vient du « pauvre prêtre » Caris, premier économe de la Congrégation du Saint-Esprit au début du XVIIIe siècle à Paris.

### Archives générales de la Congrégation

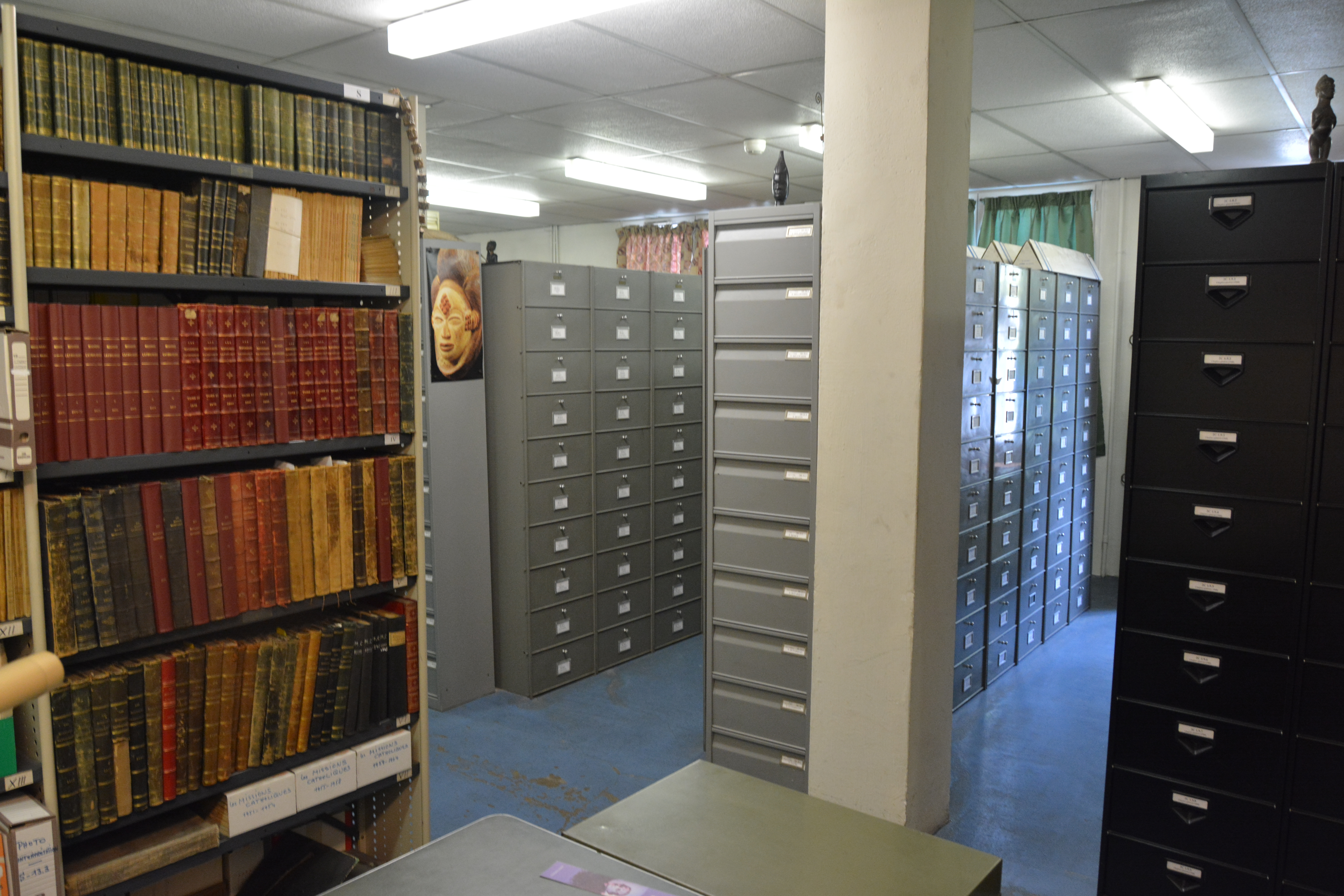
Archives générale de la Congrégation du St Esprit

Les archives générales de la Congrégation sont conservées dans un bâtiment dédié et ouvertes aux chercheurs de toutes origines. Elles sont riches de témoignages concernant la naissance et le développement de nombreuses communautés ecclésiales à travers le monde. Nous y trouvons livres religieux, documents de catéchisme, grammaires, lexiques, livres de classe, études composées et publiées en plus de trois cents langues et dialectes. La plupart de ces documents sont l’œuvre de missionnaires, mais aussi de savants linguistes français et étrangers, catholiques et protestants. Tout ce que les missionnaires, les catéchistes, les explorateurs, les cartographes, les ethnologues, les artistes, les linguistes, les bâtisseurs, les infirmiers ont fait, étudié ou construit – pour que l’évangélisation soit accomplie dans le cadre des Églises locales en devenir – est évoqué dans ces documents précieusement conservés et classés. Sur cinq étages, on compte trois kilomètres de rayons. On y trouve aussi des listes d’élèves des écoles, souvenirs d’ordinations, cahiers de communautés des missions, revues, fonds donnés par divers chercheurs, thèses, dossiers des confrères décédés, coffre-fort contenant les écrits originaux des fondateurs, films, plaques de verre, diapositives, photographies et vieilles cartes postales, etc.

### Bibliothèque de théologie
La BLD est la bibliothèque historique du Séminaire du Saint-Esprit fondé en 1703.

### Relations avec la commune de Chevilly-Larue
La communauté accueille chaque année une rencontre interreligieuse organisée par la commune. En 2011, les représentants des grandes religions présentes à Chevilly-Larue y ont planté un arbre de l’amitié. Fin juin, les pompiers du secteur utilisent la vaste pelouse pour leurs cérémonies de remise de décoration ou changement de commandement. Il arrive que des concerts soient organisés dans la grande chapelle.

## La maison spiritaine de Chevilly-Larue en quelques dates

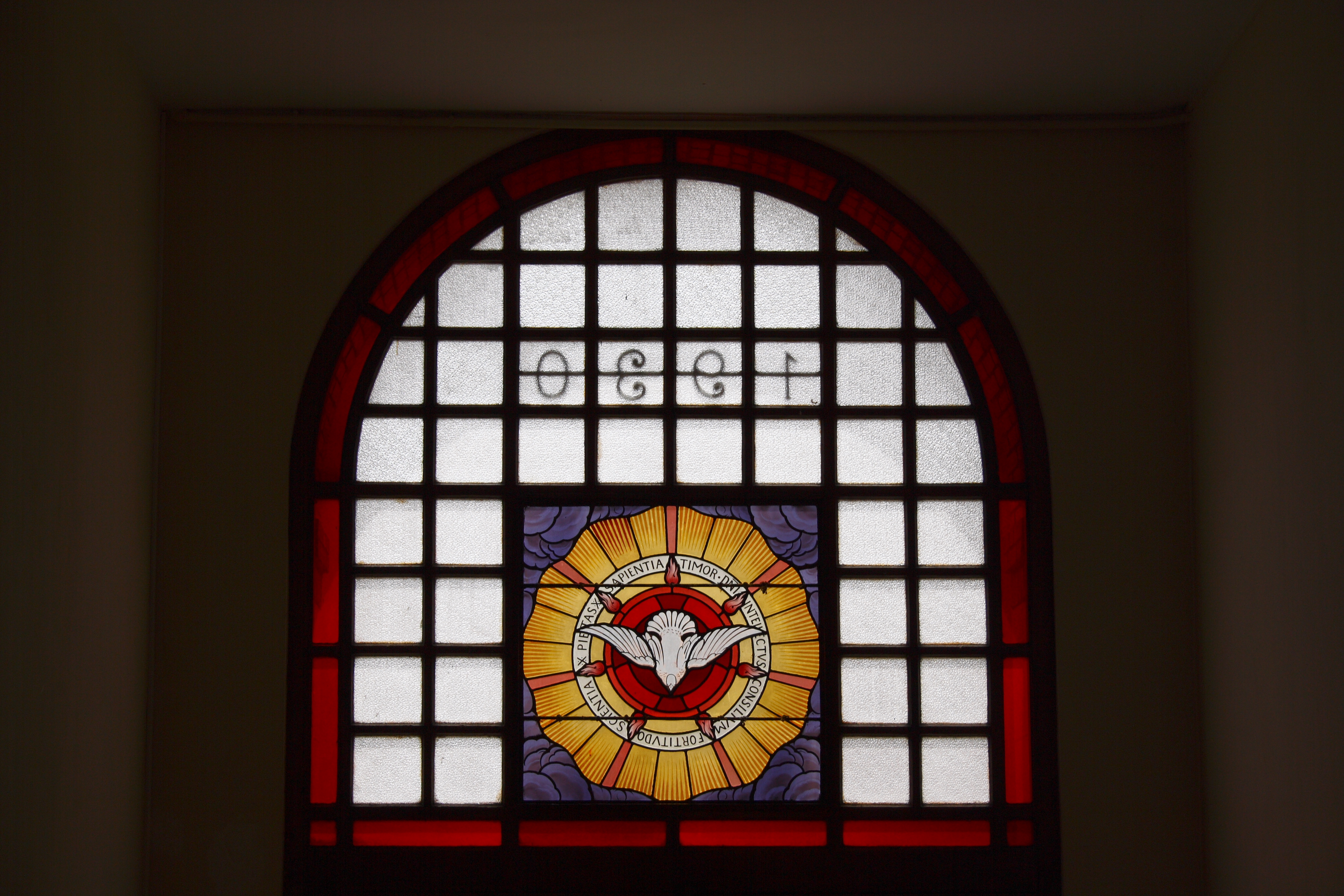
Vitrail du Saint Esprit

- 1863 : Le P. Ignace Schwindenhammer achète la propriété de Chevilly.
- 1864 : Arrivée à Chevilly-Larue des spiritains. Le château devient la nouvelle Maison généralice.
- 1868 : Construction d’une petite chapelle pour accueillir les restes du P. Libermann[16].
- 1870 : La guerre fait fuir les spiritains. Les Allemands occupent le séminaire une première fois. Le château subit de gros dommages.
- 1872 : Construction du bâtiment qui sert actuellement de maison d’accueil de personnes en difficulté (maison Caris).
- 1877 : Construction d’un canal de 12 mètres de profondeur pour drainer l’eau.
- 1879 : 150 scolastiques viennent occuper un nouveau bâtiment qui jouxte le château.
- 1880 : Construction du cloître.
- 1885 : Construction de deux ailes : la première reliant le nouveau  bâtiment au château et la seconde à l’autre extrémité, servant  d’infirmerie.
- 1887 : Les novices clercs (futurs prêtres) quittent Chevilly-Larue pour Orly.
- 1895 : Création de terrains de sport.
- 1896 : L’ancienne porterie est abattue et remplacée par celle d'aujourd’hui.
- 1900 : 8 septembre, le R.P. Le Floch est nommé supérieur.
- 1923 : Les étudiants en philosophie déménagent à Mortain (Normandie).
- 1928 : Pose de la première pierre de la grande chapelle (le 28 janvier). Elle sera terminée huit ans plus tard.
- 1930 : Bénédiction de la grande chapelle (le 1er juin).
- 1931 : Construction du bâtiment qui abrite actuellement les archives générales.
- 1932 : Ajout d’un 3e étage au bâtiment du scolasticat.
- 1934 : Construction de l’actuel bâtiment du centre d’accueil.
- 1964 : Centenaire (un monument à la Vierge est érigé dans la cour d’accueil).
- 1967 : Transfert des restes du P. Libermann à la rue Lhomond (Paris).
- 1976 : Vente au département des terrains de la ferme au sud de la propriété, qui deviennent le parc départemental de loisirs « Petit-le-Roy ».
- 1980 : Transfert des archives générales spiritaines de la rue Lhomond à Chevilly-Larue.
- 2014 : 150e anniversaire avec célébrations, exposition, dévoilement d’une plaque et bénédiction de la croix du jubilé.